# 国鉄110形蒸気機関車
110形は、かつて日本国有鉄道の前身である鉄道院・鉄道省に在籍した蒸気機関車である。
150形などと共に、1872年（明治5年）の日本初の鉄道開業に際して、イギリスから輸入された蒸気機関車5形式10両のうちの1形式で、1両のみが輸入された。1871年（明治4年）、ヨークシャー社 (Yorkshire Engine Co., Meadow Hall Works) 製（製造番号164）で、国鉄、私鉄を通して日本唯一のヨークシャー製蒸気機関車であった。

## 構造
動輪直径は1,219mm (4ft) 、のちには1,245mm (4ft1in) とされている。車軸配置2-4-0 (1B) で2気筒単式の飽和式タンク機関車である。同時に輸入された10両のうちで、最も小柄な機関車であった。
弁装置は当時多かったスチーブンソン式、安全弁はサルター式で、ボイラーの中央上部に蒸気ドームを有している。
運転台は、前面に風除けを設け、屋根は4本の細い鋼管により支持されるのみで、後部は完全に開放されていたが、後に後部にも丸窓を設けた風除けを整備している。水タンク高さも原形では低かったが、1887年（明治20年）から1892年（明治25年）の間に5インチ (127mm) ほど上に継ぎ足している。

## 運転・経歴
輸入後は10と付番されて、京浜間で使用されたが、使用成績はあまり良くなかったとされる。1873年（明治6年）、当時の京浜間担当の汽車監察方F・C・クリスティが建築師長R・V・ボイルに提出した報告書では次のように最劣等の評価が下されている。
しかし、当時のヨークシャー社は、熟練技術者を擁する相当な実力を持ったメーカーであり、日本に輸出されたものだけが殊更に程度が悪かったとは考えにくく、来着後の組み立ての不手際やバルブセッティングの不良などがこうした結果を招いたのではないかと、蒸気機関車研究家の臼井茂信は著書の『機関車の系譜図1』（1972年）の中で述べている。さらに、本機が入換や建設といった雑務用ながらも、バルカン製の1（150形）やダブス製の8, 9（190形）のように大改造もされず、50年も使用された事実が、このことを証明しているのではないかと指摘している。
1876年（明治9年）に東部（京浜間）で使用される機関車の番号を奇数、西部（阪神間）で使用される機関車の番号を偶数に改番した際、本機は3となる。1880年（明治13年）には共に東部用の附番である奇数番号ながら「1」とともに神戸に送られたが、1885年（明治18年）に京浜間に復帰、A形となった。その後、日本鉄道に貸し渡され品川 - 赤羽間で使用されたが、1886年（明治19年）に江尻（現在の清水）に送られ、東海道幹線の建設に従事した。
1898年（明治31年）には、形式がA2形と改められている。
その後は一時、北海道官設鉄道に貸し渡され、その建設に従事したが、1906年（明治39年）ごろには東京に戻り、新橋駅で暖房用として使用されているのが確認されている。1909年（明治42年）、鉄道院の称号規程制定により、110形（110）となった頃には西部鉄道管理局内にあり、1914年（大正3年）にはドイツに注文した機関車が第一次世界大戦の影響で届かない富山軽便鉄道に貸し渡され、名古屋鉄道管理局を経て、1920年（大正9年）6月には東京に戻っている。
その頃には、すでに本機は「日本最古の機関車」として著名な存在となっており、1924年（大正13年）1月（1923年12月との説もあり）の廃車後は、大宮工場内にあった「鉄道参考品陳列所」に保存されることとなった。

## 保存

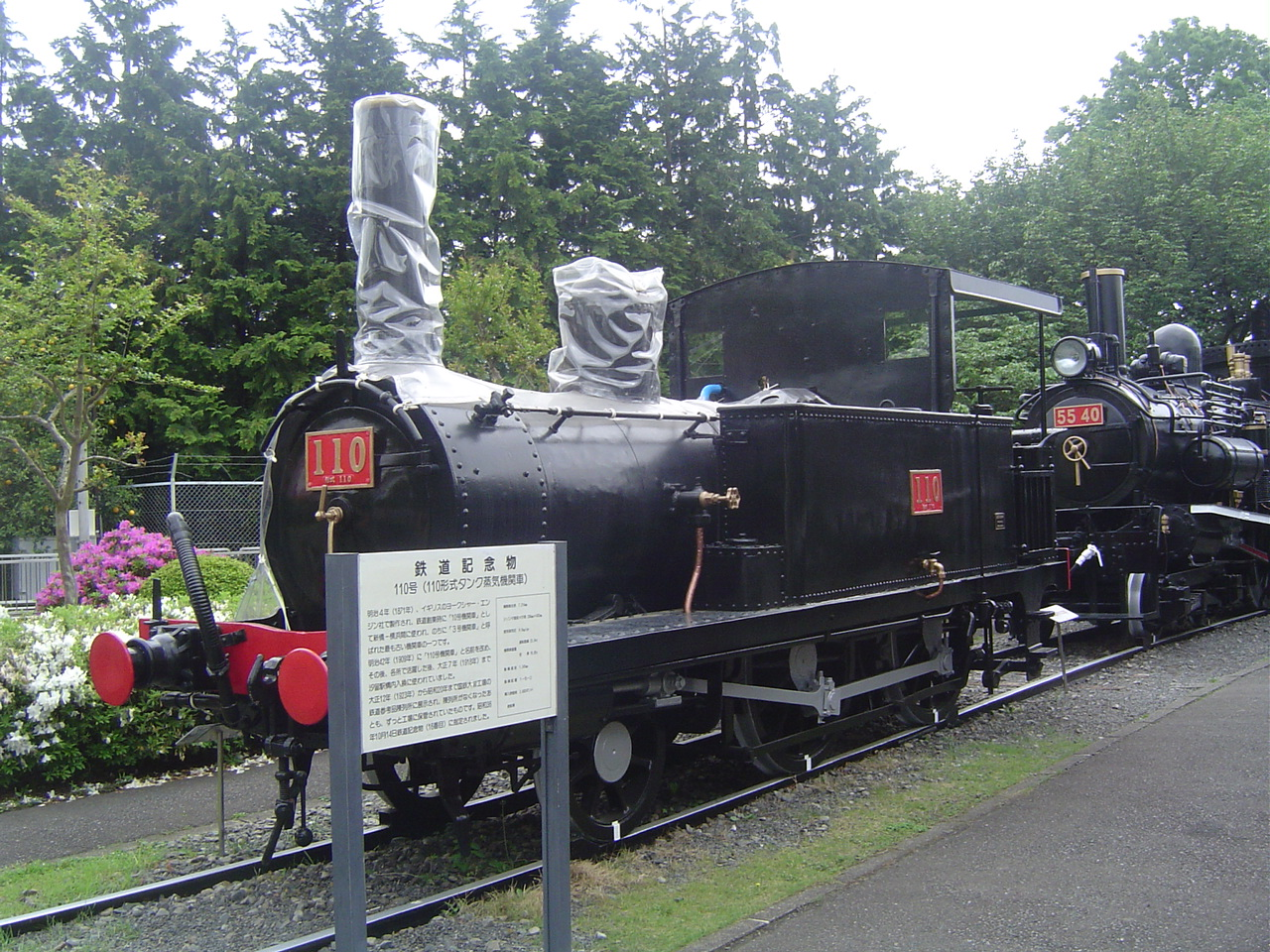
青梅鉄道公園で展示されていた頃の110形。
上屋が完成するまで、切開部分を覆うシートが被せられていた時期があった。

廃車後、大宮工場で保存展示されることとなった本機であるが、職員や見学者の教材として内部構造が分かるように車体右側の各部が切開された。太平洋戦争中に陳列所が焼失したため、戦後は大宮工場脇に開設された簡易商店街「汽車の街」のシンボルとなったが、鉄道陸橋大栄橋の建設により再び大宮工場内に戻された。
1961年（昭和36年）に鉄道記念物に指定された。翌1962年（昭和37年）、大宮工場（現在の大宮総合車両センター）で整備の後、鉄道開業90周年を記念して開設された東京都青梅市の青梅鉄道公園に移され、車体右側を切開された状態で静態保存されていた。
2018年（平成30年）春に修復の検討が始まり、2019年（令和元年）8月31日をもって展示を終了し、9月2日に搬出された。大宮総合車両センターで錆落としや錆止めが行われ、FRPを用いて車体の修復と切開箇所の閉腹が行われた。車体の切開と閉腹を、奇しくも同じ場所で行われる事となった。
2020年（令和2年）1月、神奈川県横浜市の桜木町駅（初代横浜駅）併設の商業施設「CIAL桜木町 ANNEX」の「旧横濱鉄道歴史展示（通称・旧横ギャラリー）」に移設されることが発表され、3月15日深夜に搬入された。英国の資料や専門家の協力によって中等客車や遠方信号機の実物大レプリカが復元製作され、ジオラマや資料などと共に展示され、6月27日の新南口の供用開始とともに公開された。

### 逸話

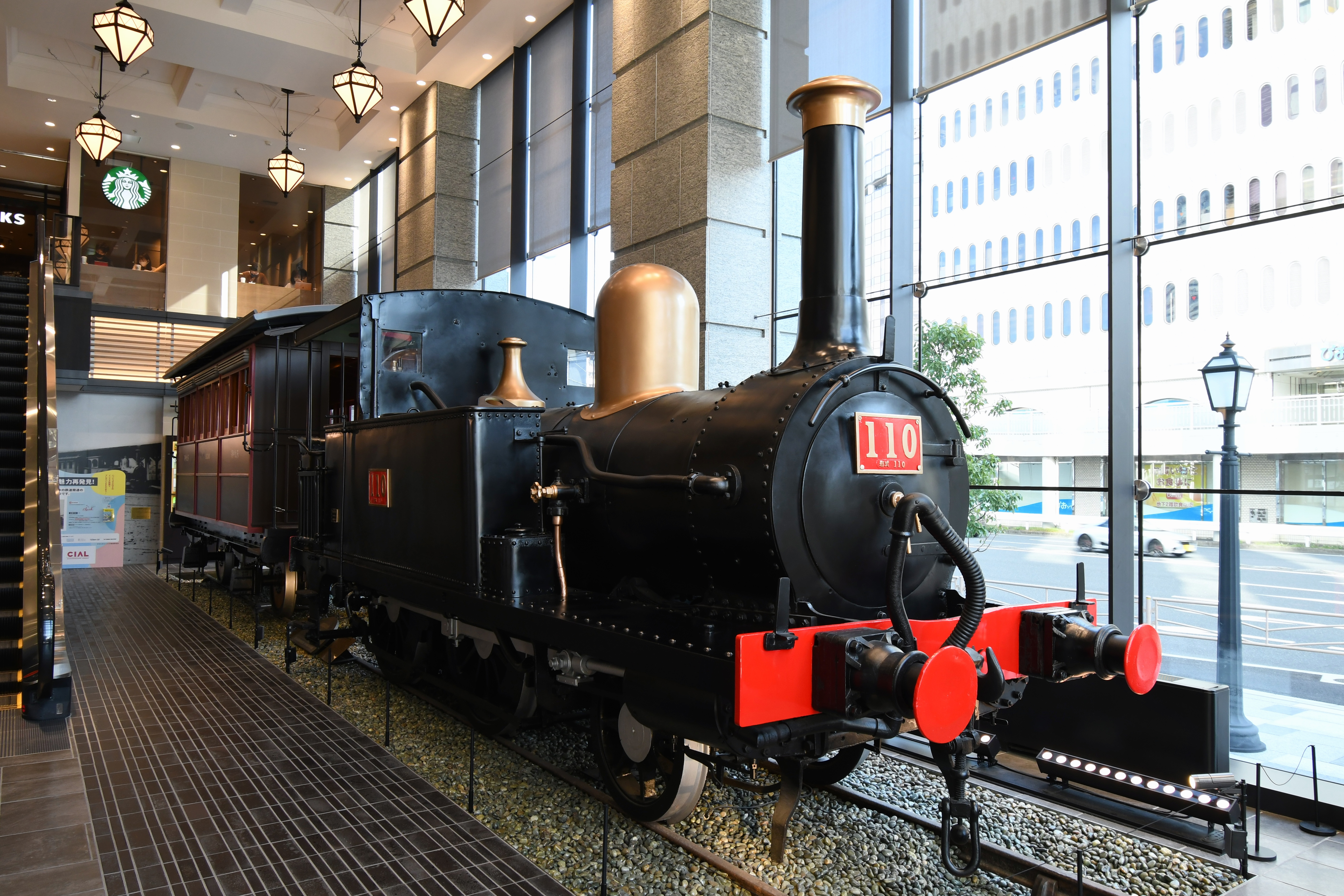
初代横浜駅の跡地に当たるJR桜木町ビルで展示中の110形。
切開箇所（手前側）は修復された。

本機が鉄道記念物に指定された際に組まれた『鉄道ファン』の特集記事で臼井茂信は次のように結んでいる。
約60年の歳月を経て、臼井の構想が実現した形となった。